# Stereolab
Stereolab är en brittiskt rockband bildat 1991 i London av Laetitia Sadier (sång, keyboard med mera) och Tim Gane (gitarr, keyboards med mera). Gruppen har haft ett stort antal olika medlemmar genom åren, men Sadier och Gane har hela tiden varit gruppens kärna.

## Historik
Sedan Gane upplöst sitt tidigare band, McCarthy, bildade han Stereolab tillsammans med sin franska flickvän Laetitia Sadier. Gruppen spelar en egensinnig variant av postrock, som hämtar inspiration från krautrock, easy listening och filmmusik. De har en traditionell sättning, men använder sig gärna av gamla analoga synthesizers för att utvidga ljudbilden.
Från början gav Stereolab ut skivor på det egna skivbolaget Duophonic (som bland annat givit ut singlar med Broadcast, men snart skrev man kontrakt med indiebolaget Too Pure. På denna etikett gavs bland annat albumet Peng ut. Snart valde man dock att återgå till det egna bolaget, även om Stereolabs skivor gavs ut av Elektra utanför Storbritanniens gränser.
I början av gruppens karriär var Sean Ó Hagan medlem i bandet, men 1994 lämnade han gruppen för att starta bandet The High Llamas. Ó Hagan har dock fortsatt att bidra till Stereolabs produktion bland annat som arrangör och skivproducent.
Gruppen nådde sin höjdpunkt i mitten av 90-talet med albumen Mars Audiac Quintet (1994) och Emperor Tomato Ketchup (1996). Trots den egensinniga postmoderna blandningen av monotona rytmer, marxistiska texter, punkens gördetsjälv-anda och en förkärlek för 60-talsestetik lyckades Stereolab under dessa år uppnå hyfsat stora framgångar, bland annat i USA.
I december 2002 skakades gruppen av medlemmen Mary Hansens plötsliga bortgång i en bilolycka. Hon hade under flera år varit en av Stereolabs mer bestående medlemmar, och hennes mjuka stämsång utgjorde en kontrast till Sadiers svalare stämma. 
Stereolab har hela tiden hållit fast vid sin egen musikaliska formel, även om man kan se en viss musikalisk progression. Under de tidiga åren hade de en förkärlek för krautrockens monotoni, mitten av 90-talet såg en mer melodiös 60-talsinspirerad popkänsla och på senare år har gruppen haft ett kallare avantgardistiskt sound.
Gane och Sadier har hela tiden varit engagerade i andra projekt. Sadier har bland annat givit ut skivor med det egna bandet, Monade.
Stereolab gjorde ett uppehåll 2009, för att sedan återförenas för en turné i samband med nyutgåvor av flera av gruppens album. De har dock inte givit ut något nytt material.
Sadier är verksam som soloartist, medan Gane spelar i bandet "Cavern of Anti-matter".

## Diskografi

### Studioalbum
- Peng! (1992)
- The Groop Played Space Age Bachelor Pad Music (minialbum, 1993)
- Transient Random-Noise Bursts with Announcements (1993)
- Mars Audiac Quintet (1994)
- Music For The Amorphous Body Study Center (minialbum, soundtrack till en konstutställning, 1995)
- Emperor Tomato Ketchup (1996)
- Dots and Loops (1997)
- Cobra and Phases Group Play Voltage in the Milky Night (1999)
- The First Of The Microbe Hunters (minialbum, 2000)
- Sound Dust (2001)
- Margerine Eclipse (2004)
- Chemical Chords (2008)
- Not Music (2010)

### Samlingsalbum
Stereolab har haft en förkärlek för att ge ut vinylsinglar i begränsad upplaga, dels på det egna bolaget Duophonic, dels på andra obskyra småbolag. Nedanstående album samlar främst den typen av tidigare utgåvor.
- Switched On (1992)
- Refried Ectoplasm (Switched On vol.2) (1995)
- Aluminum Tunes (Switched On vol.3) (1998)
- ABC Music; The Radio One Sessions (2002)
- Oscillions from the Anti-Sun (2005) (3 CD + DVD)
- Fab Four Suture (2006)
- Serene Velocity/A Stereolab Anthology (2006)